# Synagoga Jankiela Lewkowicza i Wolfa Milicha w Łodzi
Synagoga Jankiela Lewkowicza i Wolfa Milicha w Łodzi – prywatny dom modlitwy znajdujący się w Łodzi przy ulicy Drewnowskiej 21.
Synagoga została zbudowana w 1895 roku z inicjatywy Jankiela Lewkowicza i Wolfa Milicha. Mogła ona pomieścić 30 osób. Podczas II wojny światowej Niemcy zdewastowali synagogę.